# قشلاق مقدم‌شابنده (خداآفرین)
قشلاق مقدم‌شابنده یکی از روستاهای استان آذربایجان شرقی است که در دهستان گرمادوز شرقی بخش گرمادوز شهرستان خداآفرین واقع شده‌است.